# Blaženka Scheuer
Blaženka Scheuer, född den 14 november 1967, är en svensk universitetslektor i Gamla testamentets exegetik vid Centrum för teologi och religionsvetenskap, Lunds universitet.

## Biografi
Scheuer är biträdande och ställföreträdande prefekt vid Centrum för teologi och religionsvetenskap, Lunds universitet. Under 2013 verkade hon vid Williams College, Massachusetts inom ramen för STINT’s Teaching Sabbatical Program som en av tre vid Lunds universitet. Scheuer är ordförande av Svenska Exegetiska Sällskapet och styrelseledamot av nätverket European Academy of Religion and Society (EARS).

## Forskning
Scheuers forskningsområde kretsar kring Gamla testamentets profetlitteratur. Efter en avhandling om Jesajas bok studerar Scheuer för närvarande hur två av GT:s profetkvinnor, Debora och Huldah tolkas under de första århundraden e.Kr. då de hebreiska texterna traderas i nya judiska och kristna kontexter. Ett annat forskningsintresse kretsar kring kopplingar mellan artificiell intelligens och religion, särskilt på hur narrativ kring AI relaterar till föreställningar och teman hämtade från Gamla testamentets skapelseberättelser.

## Utmärkelser och ledamotskap
- Ledamot av Vetenskapssocieteten i Lund (LVSL 2009, Sekreterare 2018-2021, dessförinnan vice sekreterare)[5]
- Studenternas pris för utmärkta lärarinsatser inom undervisningen vid Lunds universitet (2010)[6][7]